# Тління

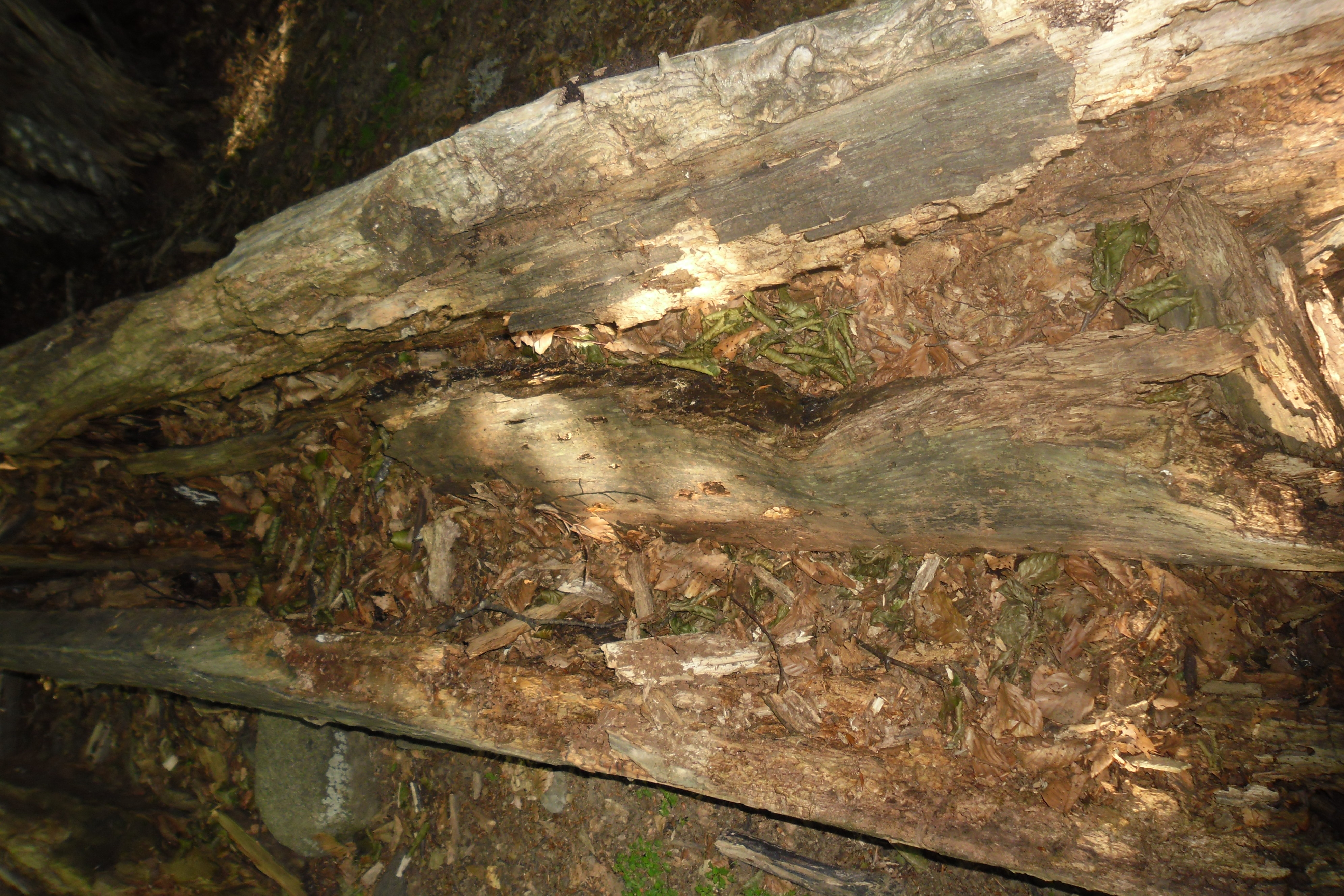
Тління деревини. Крим. Ліс на східних схилах Бабуган-яйли.

Тлі́ння — перетворення органічних залишків при достатньому доступі повітря в присутності води; при цьому, всі органічні речовини переходять у кінцеві продукти окиснювання — вуглекислий газ і воду. Цей процес аналогічний повільному горінню, і тверді органічні залишки в результаті його протікання, як правило, не утворюються; тверді залишки можуть давати в цих умовах лише найстійкіші хімічні складові частини. Так, наприклад, тлінню піддаються целюлоза, лігнін, білки, але не рослинні смоли й воски й не елементи, утворені зі спорополеніну, кутину й суберину (спори, пилок, кутикули). Отже, у результаті тління або зовсім не утворюється вугілля, або ж виходять первинні продукти, з яких утворюються ліптобіолити.